# Kikar HaShabbat (weboldal)
A Kikar HaShabbat (héberül: כיכר השבת) héber nyelvű izraeli hírportál, amely a Haredi közönség felé irányul. Egy Jeruzsálemben található kereszteződés után kapta a nevét, amelyet ultra-ortodox zsidók laknak. A Globes izraeli újság 2017-es tanulmánya szerint Izrael 9. leggyakrabban látogatott híroldala.

## Története
A weboldalt 2009-ben indította Mordechai Lavi újságíró. 2012-ben a Ynet 50%-os részesedést vásárolt a weboldalból.